# 湿地街道
湿地街道是中华人民共和国黑龙江省大庆市龙凤区下辖的一个街道办事处。

## 行政区划
湿地街道下辖以下村级行政区划单位：
龙兴社区。